# Frederic Forrest
Pour les articles homonymes, voir Forrest.
Frederic Forrest est un acteur américain né le 23 décembre 1936 à Waxahachie (Texas) et mort le 23 juin 2023 à Santa Monica (Californie).

## Biographie
Frederic Forrest est connu pour ses rôles dans plusieurs films de Francis Ford Coppola (notamment Apocalypse Now où il interprète le nerveux "Chef", son rôle le plus connu, mais aussi Conversation secrète, Coup de cœur et Tucker). Parmi ses autres prestations notables sur grand écran, on peut citer son rôle dans Hammett de Wim Wenders (où il joue le rôle-titre, l'écrivain Dashiell Hammett), ainsi que dans Chute libre où il joue le commerçant nazi qui vend du surplus militaire.
Il est aussi connu pour avoir interprété en 1987 le rôle du capitaine de police Jenko durant les 6 premiers épisodes de la saison 1 de la série 21 Jump Street.
Il était très ami avec Marlon Brando et Jack Nicholson, et s'est souvent retrouvé à l'affiche de films où ces monstres sacrés apparaissaient.
Frédéric Forrest a pris sa retraite en 2006, après le tournage du film Les Fous du roi de Steven Zaillian.

## Filmographie
- 1968 : The Filthy Five d'Andy Milligan : Johnny Longo
- 1969 : Futz! de Tom O'Horgan : Sugford
- 1972 : Quand meurent les légendes (When the Legends Die) de Stuart Millar : Tom Black Bull, dit "killer"
- 1973 : Don Angelo est mort (The Don Is Dead) de Richard Fleischer : Tony
- 1974 : Conversation secrète (The Conversation) de Francis Ford Coppola : Mark
- 1974 : The Gravy Train de Jack Starrett : Rut
- 1974 : Larry (TV) de William A. Graham : Larry Herman
- 1975 : Promise Him Anything (TV) d'Edward Parone : Paul Hunter
- 1975 : La Trahison (Permission to Kill) de Cyril Frankel : Scott Allison
- 1976 : Missouri Breaks (The Missouri Breaks) d'Arthur Penn : Cary
- 1978 : Ruby and Oswald (TV) de Mel Stuart : Lee Harvey Oswald
- 1978 : Les monstres sont toujours vivants (It Lives Again) de Larry Cohen : Eugene Scott
- 1979 : Apocalypse Now de Francis Ford Coppola : Jay Hicks, dit "chef"
- 1979 : The Rose de Mark Rydell : Huston Dyer
- 1979 : Survival of Dana (TV) de Jack Starrett : M.. Davis
- 1982 : Coup de cœur (One from the Heart) de Francis Ford Coppola : Hank
- 1982 : Hammett de Wim Wenders : Hammett
- 1983 : Who Will Love My Children? (en) (TV) de John Erman : Ivan Fray
- 1983 : Saigon: Year of the Cat (TV) de Stephen Frears : Bob Chesneau
- 1983 : Valley Girl de Martha Coolidge : Steve Richman
- 1984 : The Parade (TV) de Peter H. Hunt : Matt Kirby
- 1984 : Calamity Jane (TV) de James Goldstone : Wild Bill Hickok
- 1984 : Best Kept Secrets (TV) de Jerrold Freedman : Blaise Dietz
- 1984 : The Stone Boy de Christopher Cain : Andy Jansen, Oncle d'Arnold
- 1985 : Adventures of Huckleberry Finn (Adventures of Huckleberry Finn) (TV) de Peter H. Hunt : Pap Finn
- 1985 : Le Droit de tuer (TV) de John Erman : Richard Jahnke Sr.
- 1986 : Return d'Andrew Silver : Brian Stoving
- 1986 : Au-dessus de tout soupçon (The Deliberate Stranger) (TV) de Marvin J. Chomsky : Détective Bob Keppel
- 1986 : Where Are the Children? de Bruce Malmuth : Courtney Parrish
- 1987 : Stacking de Martin Rosen : Buster McGuire
- 1987 : 21 Jump Street : Jenko
- 1988 : Little Girl Lost (TV) de Sharron Miller : Tim Brady
- 1988 : Beryl Markham: A Shadow on the Sun (TV) de Tony Richardson : Raoul Schumacher
- 1988 : Tucker (Tucker: The Man and His Dream) de Francis Ford Coppola : Eddie Dean
- 1988 : Gotham (TV) de Lloyd Fonvielle : Père George
- 1989 : Margaret Bourke-White (TV) de Lawrence Schiller : Erskine Caldwell
- 1989 : Cat Chaser d'Abel Ferrara : Nolen Tyner
- 1989 : Valentino Returns de Peter Hoffman : Sonny Gibbs
- 1989 : Music Box de Costa-Gavras : Jack Burke
- 1990 : The Two Jakes de Jack Nicholson : Chuck Newty
- 1992 : Twin Sisters (vidéofilm) de Tom Berry : Delvaux
- 1992 : Citizen Cohn (TV) de Frank Pierson : Dashiell Hammett
- 1992 : The Habitation of Dragons (TV) de Frank Pierson : Leonard Tolliver
- 1992 : Rain Without Thunder de Gary Bennett : Warden
- 1993 : Hidden Fears de Jean Bodon : Mike
- 1993 : Chute libre (Falling Down) de Joel Schumacher : Nick, le propriétaire du magasin
- 1993 : Trauma de Dario Argento : Dr Judd
- 1993 : Innocentes victimes (TV) de Peter Levin : Shérif Frank Yocom
- 1994 : Double Obsession d'Eduardo Montes Bradley : Paul Harkness
- 1994 : Chasers de Dennis Hopper : Duane, Mechanic
- 1994 : Les Nouvelles Aventures de Lassie (Lassie) de Daniel Petrie : Sam Garland
- 1994 : Against the Wall (TV) de John Frankenheimer : Weisbad
- 1995 : One Night Stand de Talia Shire : Michael Joslyn
- 1996 : Double Jeopardy (TV) de Deborah Dalton : Jack Neuland
- 1996 : Andersonville, le camp de la mort (Andersonville) (TV) de John Frankenheimer : Sergent McSpadden
- 1997 : Nuclear Alert (Crash Dive) (vidéo) d'Andrew Stevens : Amiral Pendleton
- 1997 : The Brave de Johnny Depp : Lou Sr.
- 1997 : The End of Violence de Wim Wenders : Ranger MacDermot
- 1997 : One of Our Own de David Winning : Major Ron Bridges
- 1997 : Alone (TV) de Michael Lindsay-Hogg : Carl
- 1998 : Faux pas interdit (Implicated) d'Irving Belateche : Détective Luddy
- 1998 : Un Homme en enfer (Boogie Boy) de Craig Hamann : Edsel Dundee
- 1998 : Whatever de Susan Skoog : M. Chaminski
- 1998 : Black Thunder, mission air force (Black Thunder) de Rick Jacobson (en) : The Admiral
- 1998 : The First 9 ½ Weeks d'Alex Wright : David Millman
- 1998 : Ultime Recours (Point Blank) de Matt Earl Beesley : Mac Bradford
- 1999 : Shadow Lake (TV) de Carl Goldstein : Roy Harman
- 1999 : Sweetwater (TV) de Lorraine Senna : Alex du présent
- 2000 : Shadow Hours d'Isaac H. Eaton : Sean
- 2000 : The Spreading Ground de Derek Vanlint : Détective Michael McGivern
- 2000 : A Piece of Eden de John D. Hancock : Paulo Tredici
- 2000 : Offensive pour un flic (Militia) de Jim Wynorski (TV) : William Fain
- 2002 : The House Next Door de Joey Travolta : Vernon Crank
- 2002 : Sur le chemin de la guerre (Path to War) de John Frankenheimer (téléfilm) : Général Earle 'Buzz' Wheeler
- 2003 : The Quality of Light de Keith Gaby : David
- 2006 : Les Fous du roi (All the King's Men) de Steven Zaillian : père de Willie

## Voix françaises
| - Jean Fontaine dans : - Don Angelo est mort - Conversation secrète (1er doublage) - La Trahison - Bernard Murat dans : - Les monstres sont toujours vivants - Hammett - Jacques Ferrière dans : - Apocalypse Now - The Two Jakes | Et aussi - Michel Paulin dans Missouri Breaks - Boris Rehlinger dans Apocalypse Now Redux - Pierre Arditi dans The Rose - Georges Berthomieu dans Tucker - Patrick Floersheim dans Margaret Bourke-White (téléfilm) - Jean-Claude Dauphin dans Music Box - Daniel Russo dans Chute libre - Jean-Pierre Moulin dans Trauma - Albert Médina dans Innocentes victimes (téléfilm) - Philippe Ogouz dans Au-dessus de tout soupçon (téléfilm) - Michel Muller dans The End of Violence - François Gamard dans Les Fous du roi |